# Бонингтон, Ричард Паркс
Ри́чард Паркс Бо́нингтон (англ. Richard Parkes Bonington; 25 октября 1802, Арнольд, Ноттингем — 23 сентября 1828, Лондон) — английский живописец, пейзажист, представитель художественного направления романтизма. Переехал во Францию в возрасте четырнадцати лет, поэтому считается также французским художником. Помимо пейзажей писал картины исторического жанра в «стиле трубадур».

## Жизнь и творчество
Ричард Паркс Бонингтон родился в городе Арнольд, в четырех милях от Ноттингема (центральная Англия). Его отец, Ричард Бонингтон, служил тюремщиком, но был также учителем рисования и мастером кружевоплетения, а мать будущeго художника была учительницей. Бонингтон в одиннадцать лет научился акварельной живописи у отца и выставлял свои картины в Ливерпульской академии искусств.
В 1817 году семья Бонингтона переехала в Кале, Франция, где его отец основал кружевную фабрику. В это время Бонингтон младший начал брать уроки живописи у художника Франсуа-Луи-Тома Франсиа, ученика Томаса Гёртина, который, недавно вернувшись из Англии, обучил его английской технике акварели. В 1818 году семья Бонингтонов переехала в Париж, чтобы открыть там магазин кружев. В Париже молодой художник познакомился и подружился с Эженом Делакруа. Некоторое время он копировал картины старых голландских и фламандских мастеров в Лувре. В 1820 году начал посещать Школу изящных искусств в Париже, где учился у Антуана-Жана Гро.
Примерно в это же время Бонингтон начал делать зарисовки в пригородах Парижа и окрестностях. Его первые две нормандские акварели были выставлены в Парижском салоне 1822 года. Он также начал работать маслом и занялся литографией, иллюстрируя книгу «Живописные путешествия по древней Франции» (Voyages pittoresques dans l’ancienne France) барона Тейлора и свою собственную архитектурную серию «Останки и фрагменты» (Restes et Fragmens). В 1824 году Бонингтон получил золотую медаль Парижского салона вместе с Джоном Констеблом и провёл большую часть года, рисуя прибрежные виды в Дюнкерке.
В 1825 году вместе с Делакруа отправился в Лондон, чтобы изучать творчество Уильяма Тёрнера и английскую школу живописи. По возвращении они делили студию в Париже в течение нескольких месяцев; Делакруа повлиял на Бонингтона, заставив обратиться к историческому жанру живописи. В 1826 году он посетил северную Италию, оставаясь в Венеции в течение месяца, и снова работал в Лондоне в 1827—1828 годах.
В конце 1828 года у Ричарда Бонингтона обострилось заболевание лёгких, и родители отправили его обратно в Лондон на лечение. Бонингтон скончался от туберкулеза 23 сентября 1828 года в Лондоне, в возрасте 25 лет, в доме 29 на Тоттенхэм-стрит. Он был похоронен на кладбище капеллы Святого Иакова в Пентонвилле, а в 1837 году его останки были перенесены на кладбище Кенсал Грин для перезахоронения вместе с его родителями. Картины, находящиеся в мастерской Бонингтона, были проданы на аукционе Сотби в 1829 году.
Художественное влияние Бонингтона на художников-романтиков Англии и Франции было так велико, что оно ощущается даже в работах Камиля Коро и художников барбизонской школы.
Делакруа в письме к Теофилю Торе-Бюргеру в 1861 году так отзывался о Бонингтоне:

 «Когда я встретил его в первый раз, я тоже был очень молод и штудировал работы в Лувре: это было около 1816 или 1817 года… Он уже обладал удивительными способностями в работе акварелью, которая была английской новинкой того времени… На мой взгляд, и у других современных художников можно найти силу и точность изображения, которые превосходят работы Бонингтона, но никто в этой современной школе, и, возможно, ещё до того, не обладал той лёгкостью прикосновения, которая, особенно в акварели, делает его работы похожими на брильянты, ласкает и очаровывает глаз, независимо от любого предмета и всякого подражания».
Бонингтон восхищался живописью Тёрнера. Проникшись, отчасти под влиянием Делакруа, настроениями романтизма, он запечатлел в своих пейзажах средневековую архитектуру севера Франции. Во многих акварелях Бонингтон предвосхитил достижения импрессионизма. Будучи подлинным преимпрессионистом, он даже разработал собственную смешанную технику акварели с гуашью и камедью, достигая особых светотеневых эффектов.
Произведения художника хранятся в крупных музеях Англии, в частности, в Ноттингеме и в Лондоне.

## Галерея

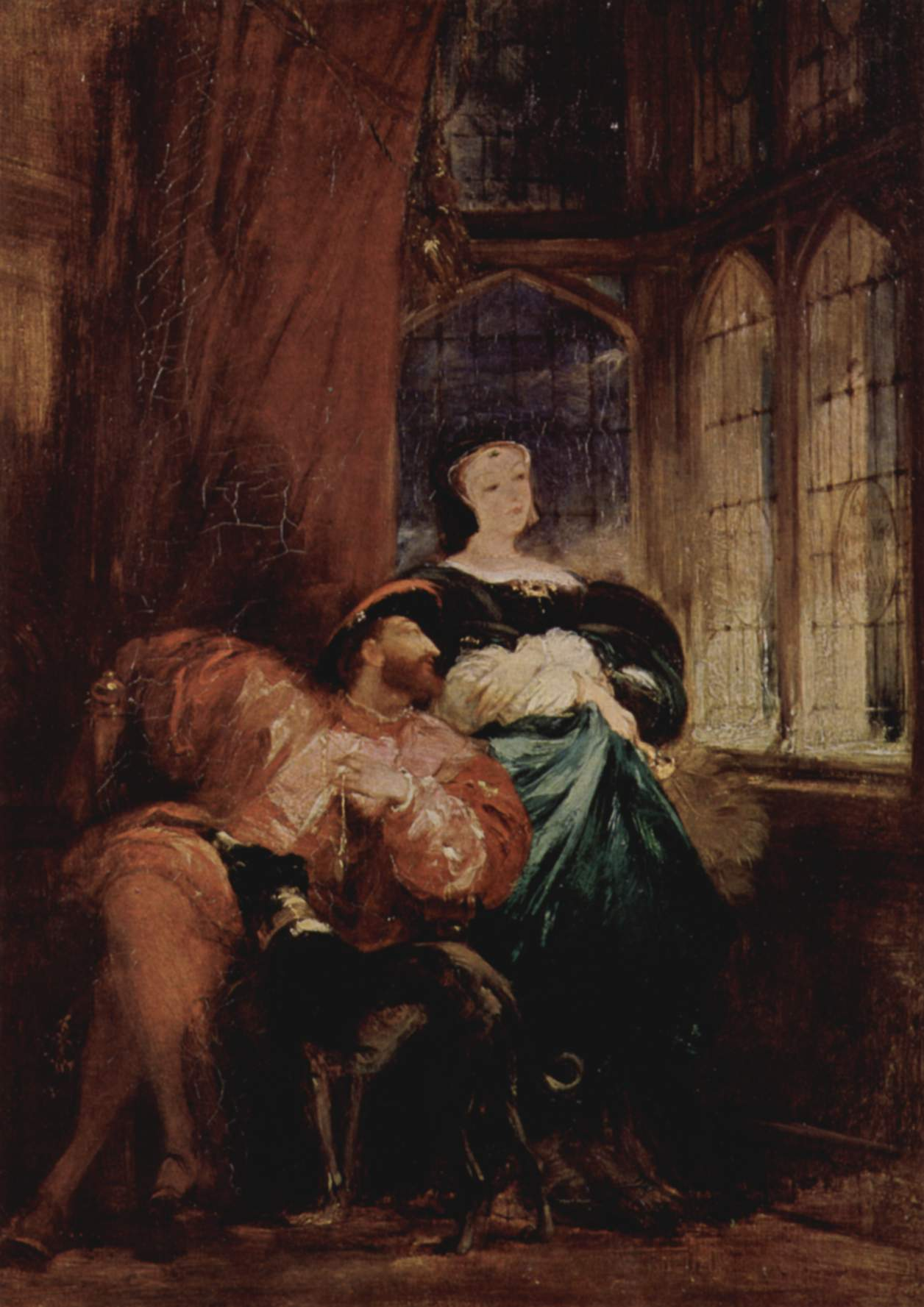
Франциск I и Маргарита Наваррская. 1827. Холст, масло. Собрание Уоллеса, Лондон
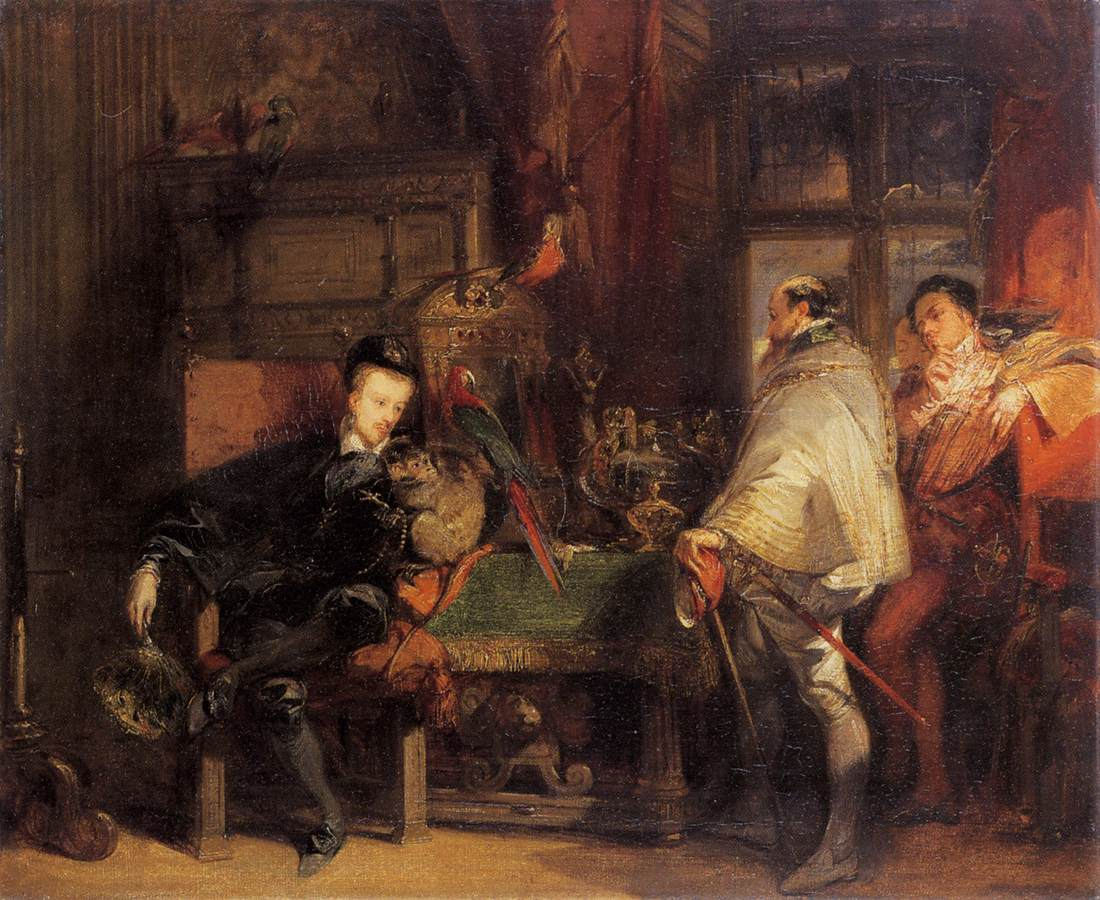
Генрих III. Между 1827 и 1828. Холст, масло. Собрание Уоллеса, Лондон
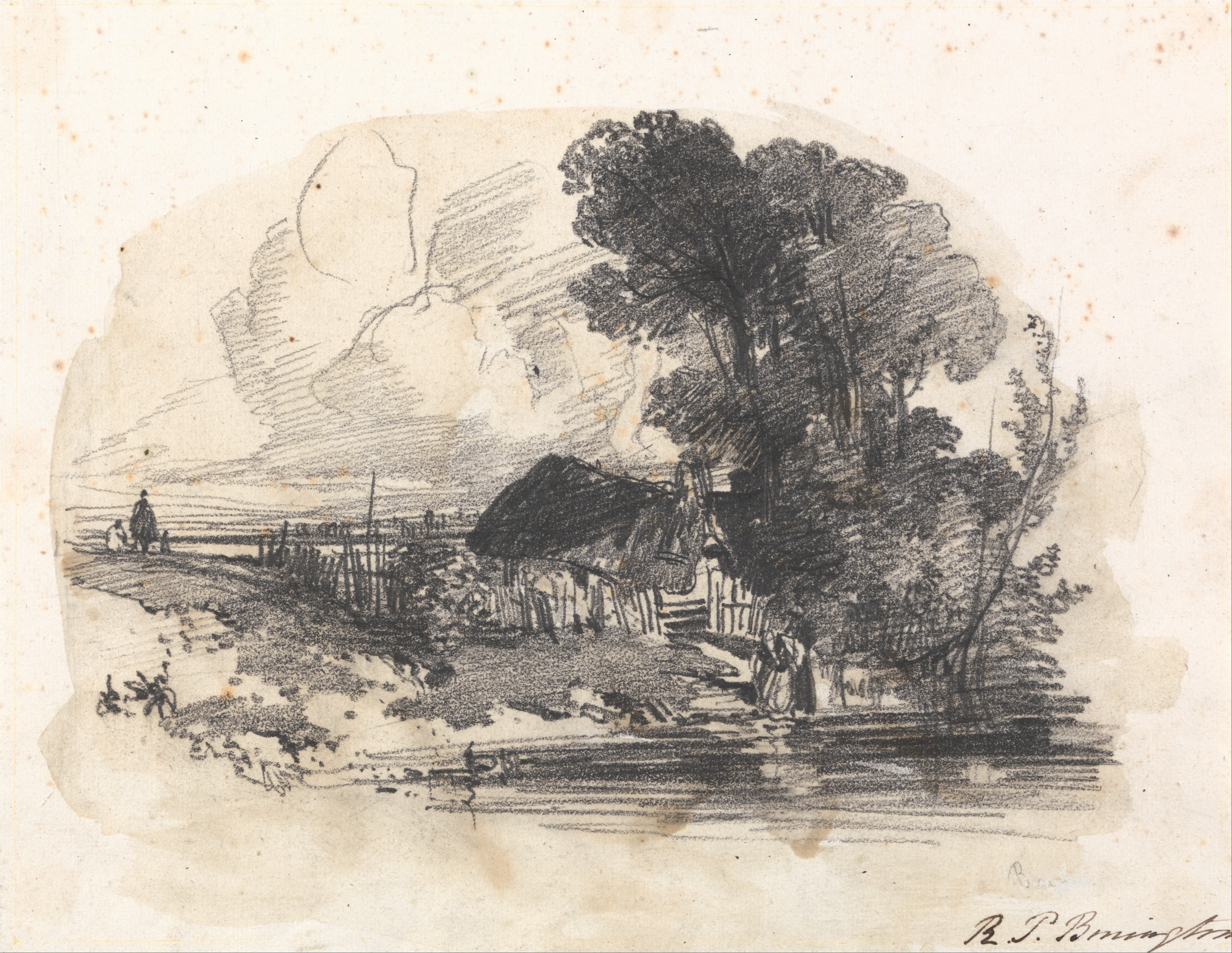
Деревья и домик у реки. 1827. Бумага, итальянский карандаш по клеевому грунту. Йельский центр британского искусства, Нью-Хейвен, США
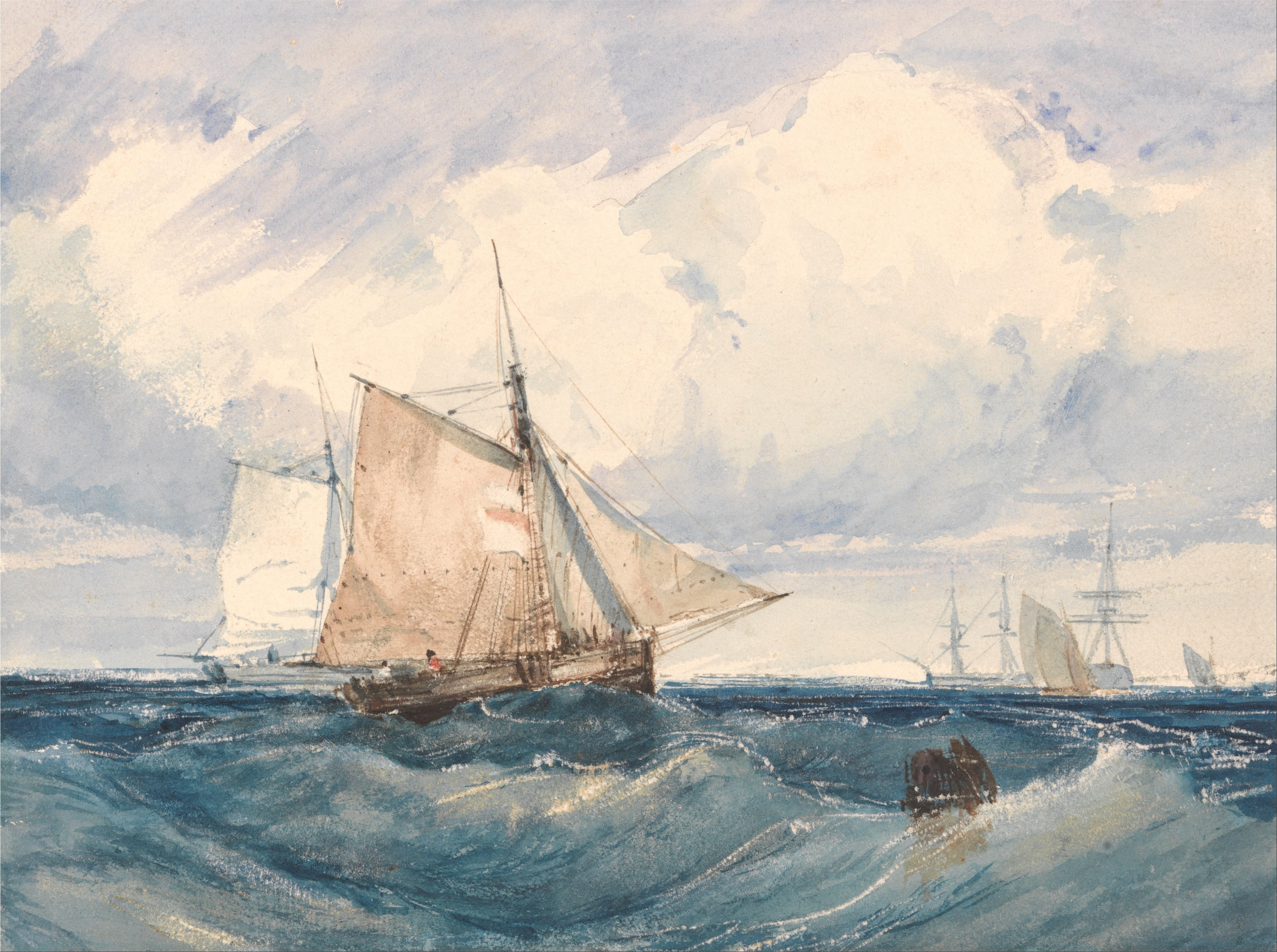
Катер и другие корабли на ветру. Ок. 1827. Бумага, акварель. Йельский центр британского искусства, Нью-Хейвен, США
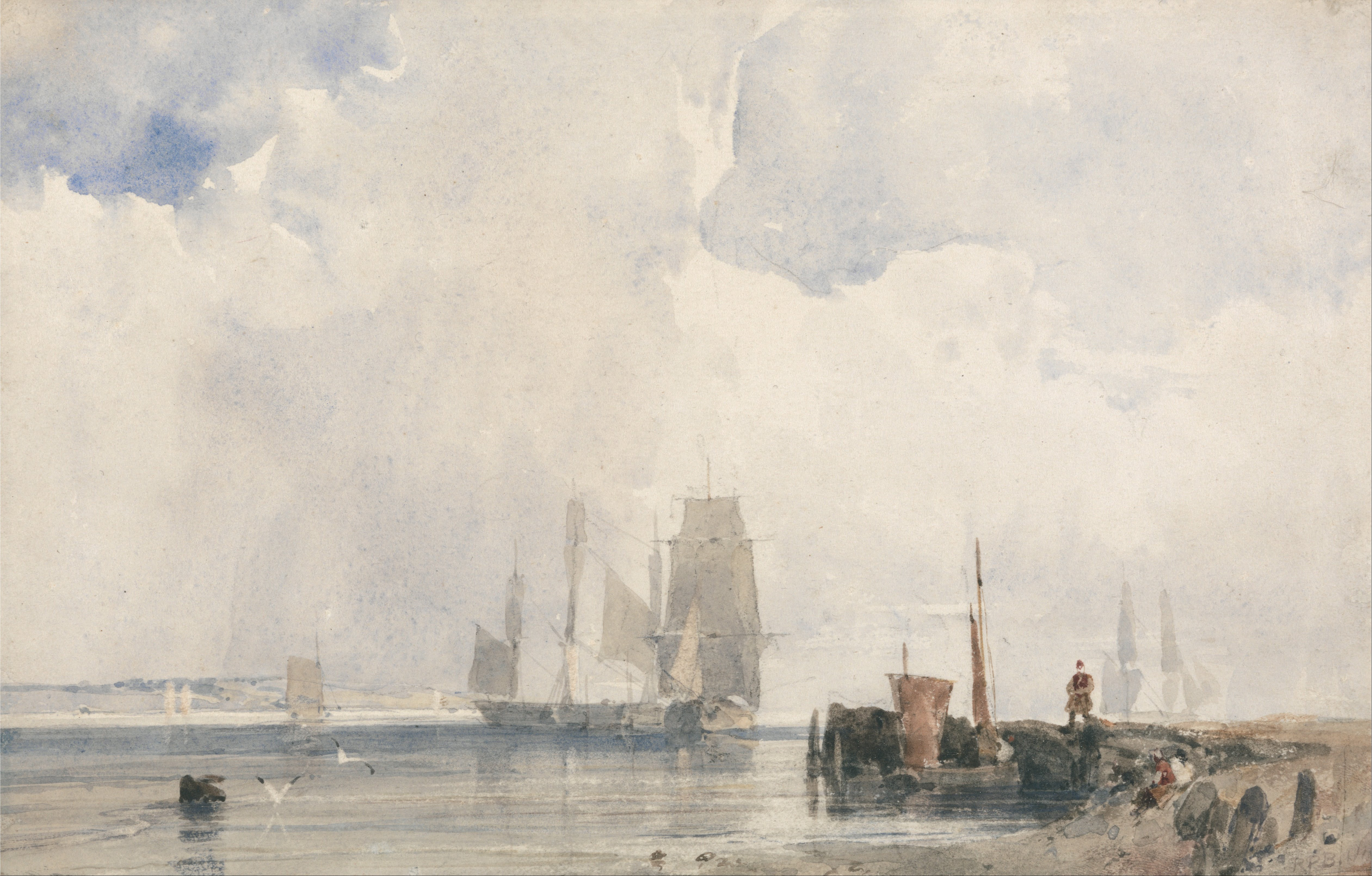
Судоходство в эстуарии. Ок. 1826. Бумага, акварель. Йельский центр британского искусства, Нью-Хейвен, США
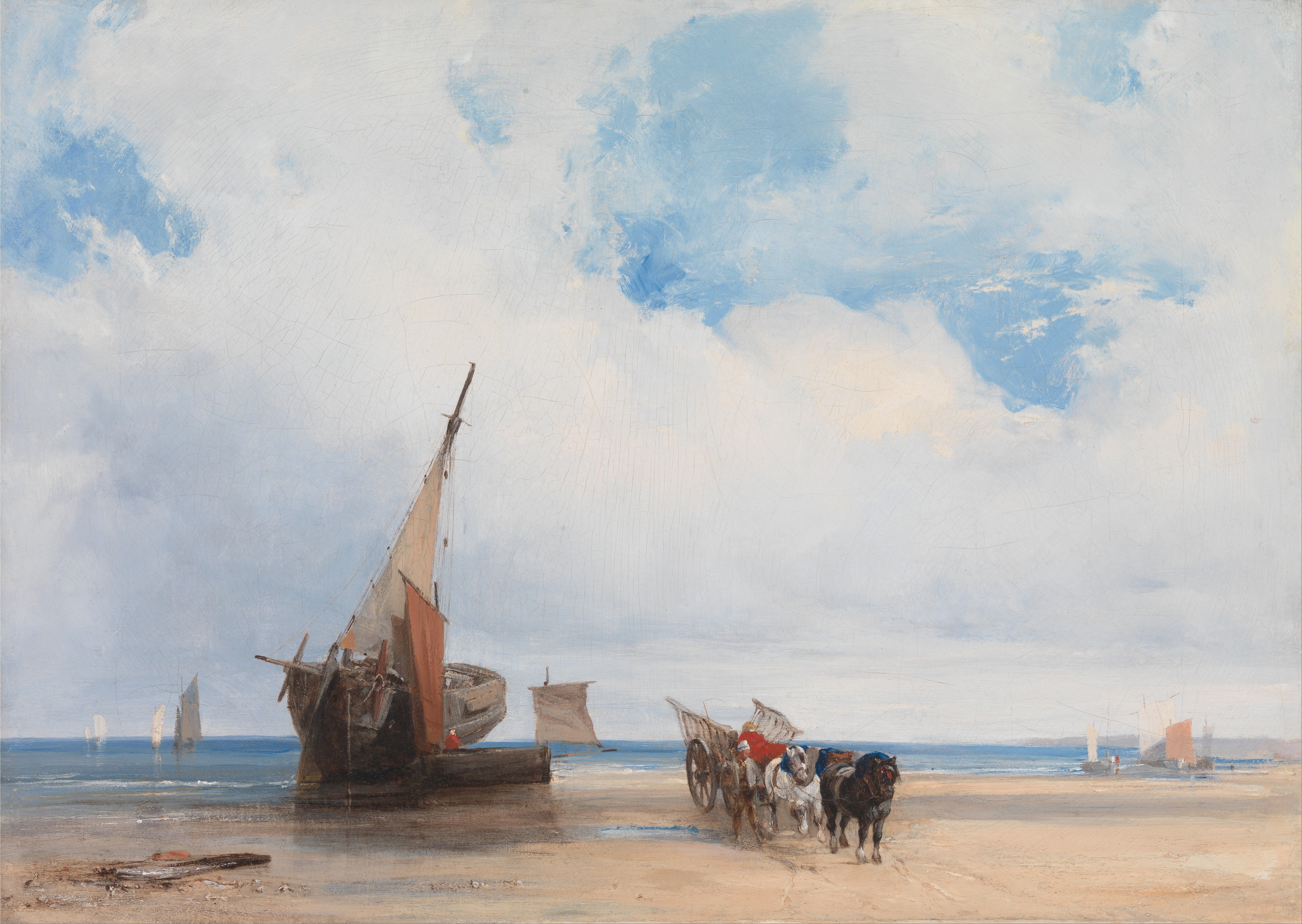
Выброшенные на берег суда и повозка близ Трувиля, Франция. Ок. 1825. Холст, масло. Йельский центр британского искусства, Нью-Хейвен, США
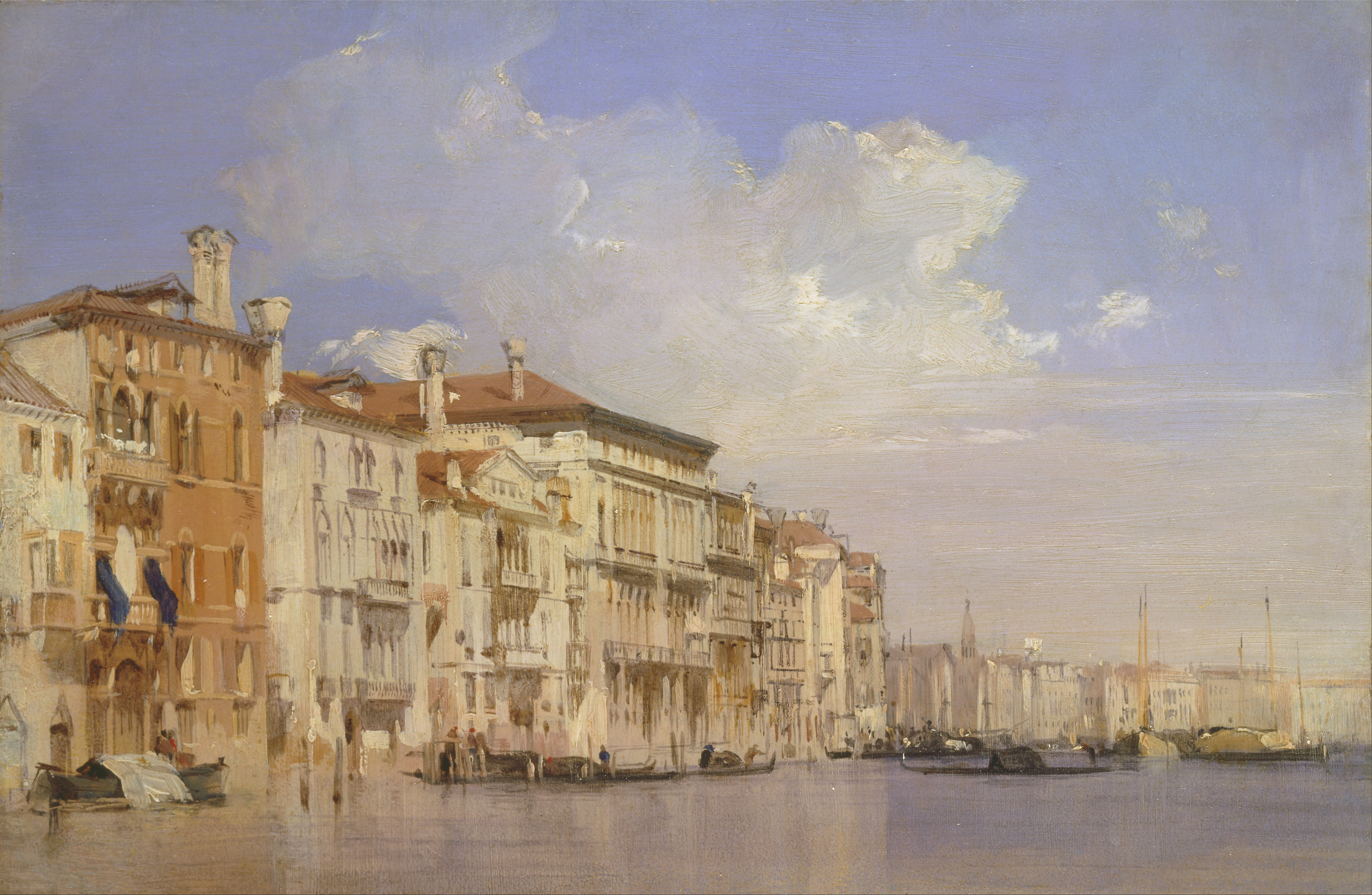
Гранд-канал, Венеция. 1826. Картон, масло. Йельский центр британского искусства, Нью-Хейвен, США
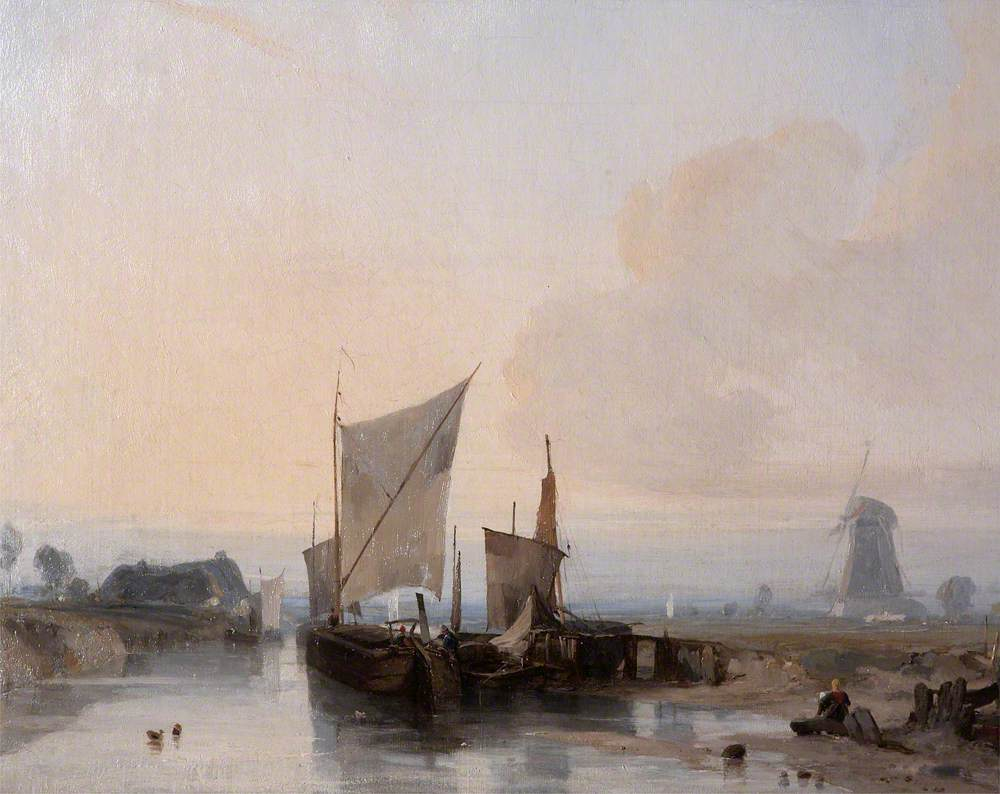
Речной мотив в Пикардии. Ок. 1824. Холст, масло. Национальный фонд, Великобритания